# مولای ابراهیم
مولای ابراهیم (به فرانسوی: Moulay Brahim) یک شهرک در مراکش است که در استان حوز واقع شده‌است. مولای ابراهیم ۱۰٬۹۷۹ نفر جمعیت دارد.